# جون هيوز (لاعب كرة قدم بريطاني)
جون هيوز (بالإنجليزية: John Hughes)‏ (3 أبريل 1943 - 1 أغسطس 2022)، هو لاعب ومدرب كرة قدم بريطاني في مركز الهجوم. شارك مع منتخب اسكتلندا لكرة القدم. أما مع النوادي، فقد لعب مع كريستال بالاس ونادي سلتيك ونادي سندرلاند ورابطة كرة القدم الاسكتلندية الحادية عشر ‏.

## مسيرته الكروية
لعب جون هيوز خلال مسيرته الاحترافية مع 3 أندية في خمسة عشر موسمًا وسجل خلالها 122 هدف ضمن 277 مباراة. حيث فاز في ستة مواسم بالكأس وفي سبعة مواسم بالدوري.
خاض جون هيوز مسيرته مع نادي سلتيك في موسم 1960–61 ليلعب معه اثنا عشر موسمًا، مشاركًا في 256 مباراة سجل خلالها 118 هدف. ثم انتقل إلى نادي كريستال بالاس في موسم 1971–72 ولمدة موسمين، حيث شارك في 20 مباراة سجل خلالها 4 أهداف. لينتقل بعدها إلى نادي سندرلاند في موسم 1972–73 لمدة موسم واحد، مشاركًا في مباراة ولم يسجل أي هدف.

## وصلات خارجية
- جون هيوز على موقع الاتحاد الأوربي (الإنجليزية)
- جون هيوز على موقع الاتحاد الأوربي (الإنجليزية)
- جون هيوز على موقع الاتحاد الإسكتلندي (الإنجليزية)
- جون هيوز على موقع قاعدة بيانات كرة القدم.إي يو (الإنجليزية)
- جون هيوز على موقع ناشيونال فوتبول تيمز (الإنجليزية)
- جون هيوز على موقع عالم كرة القدم.نت (الإنجليزية)